# 8136 Landis
8136 Landis eller 1979 MH2 är en asteroid i huvudbältet som upptäcktes den 25 juni 1979 av de båda amerikanska astronomerna Eleanor F. Helin och Schelte J. Bus vid Siding Spring-observatoriet. Den är uppkallad efter Rob R. Landis.
Asteroiden har en diameter på ungefär 8 kilometer.